# Luigi Dall'Igna
Luigi Dall'Igna (Thiene, 12 luglio 1966) è un manager e ingegnere italiano.
Cresciuto in Aprilia Racing, di cui è stato responsabile tecnico dal 2005 al 2013, dallo stesso anno è direttore generale di Ducati Corse.

## Biografia
Si laurea in ingegneria meccanica presso l'Università degli Studi di Padova nel 1991, con una tesi su un telaio monoscocca in carbonio, destinato all'allora Gruppo C.

### Aprilia

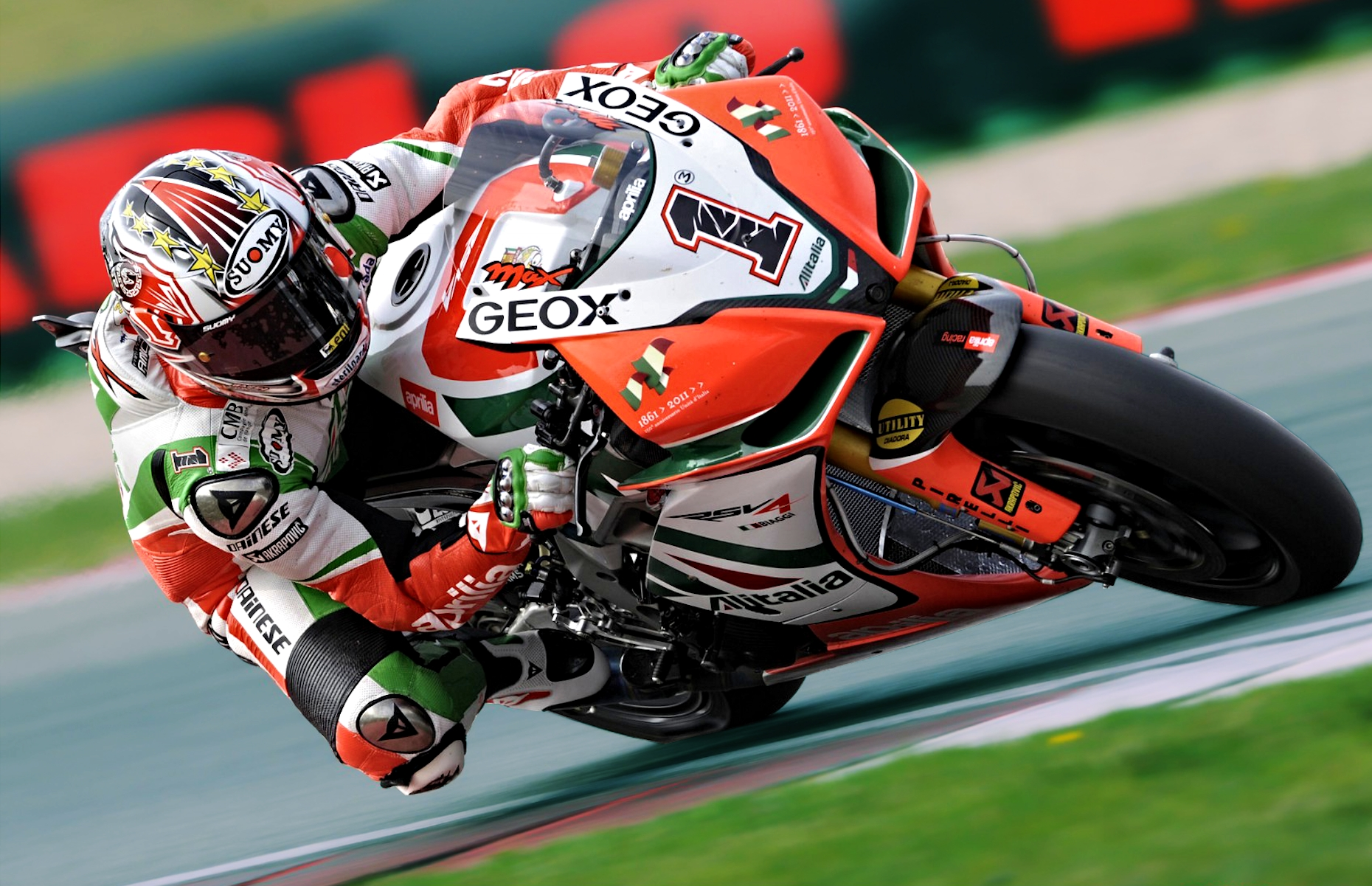
L'Aprilia RSV4 progettata da Dall'Igna, plurivittoriosa in Superbike nella prima metà degli anni 2010.

Una volta completati gli studi e spinto dal forte desiderio di lavorare in un reparto corse, nel 1992 viene assunto in Aprilia Racing. Il compito principale di Dall'Igna è inizialmente incentrato sui motori: la casa di Noale, infatti, all'epoca si affidava esternamente a propulsori Rotax, mentre, con l'arrivo dell'ingegnere, per la prima volta in Aprilia vengono sviluppati internamente dei motori da competizione, dapprima da 250cc e in seguito da 125cc.
Nei primi anni 2000 diviene project leader della RS Cube, il primo prototipo a quattro tempi nella storia della casa veneta, destinato all'allora neonata classe MotoGP: a causa delle estreme e non ancora sufficientemente evolute scelte tecnologiche adottate, la RS Cube non riesce a essere un mezzo vincente seppure a posteriori, sotto vari aspetti, si fosse mostrata in anticipo sui tempi circa il futuro delle moto da competizione.
Dopo un breve passaggio in Spagna alla Derbi, marchio satellite di Piaggio, nel 2005 torna in Aprilia, nel frattempo acquisita dalla stessa Piaggio, come responsabile tecnico di Aprilia Racing. Nel 2008 diviene project leader della RSV4, moto con cui arrivano i principali successi di Dall'Igna per la casa veneta; divenuto dal 2010 anche responsabile delle attività sportive di tutti i marchi Piaggio, l'ingegnere segue lo sviluppo della RSV4, che nella prima metà degli anni 2010 porta a Noale quattro titoli costruttori e, con in sella Max Biaggi e Sylvain Guintoli, tre titoli piloti nel campionato mondiale Superbike.
Lascia Aprilia dopo un ventennio, al termine della stagione sportiva 2013.

### Ducati

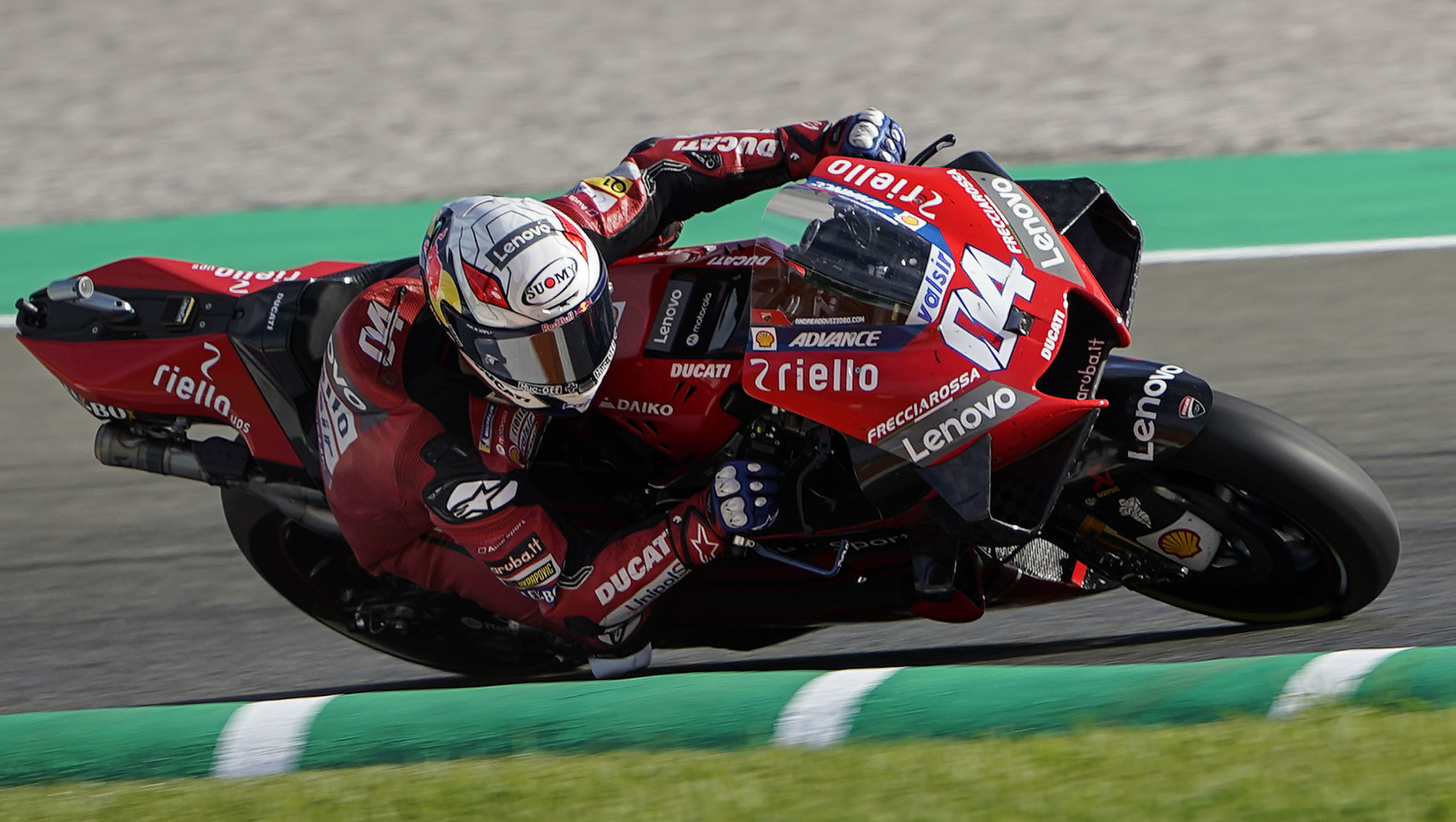
La Ducati Desmosedici progettata da Dall'Igna, ai vertici della MotoGP nella prima metà degli anni 2020.

Nell'autunno 2013 diventa direttore generale di Ducati Corse, succedendo a Bernhard Gobmeier.
A Borgo Panigale, Dall'Igna diviene responsabile in primis del progetto Desmosedici in MotoGP. L'ingegnere è artefice di una rivoluzione totale rispetto al concept precedente, applicando radicali cambiamenti riguardo a telaio e motore e spingendo in particolar modo per una forte innovazione nel campo dell'aerodinamica che, dalla seconda metà del decennio, influenza lo sviluppo tecnico dell'intero motomondiale. Sul piano sportivo, sotto il suo mandato la Ducati torna gradualmente ai vertici della MotoGP dopo alcune stagioni di crisi, fino a porre la Desmosedici quale riferimento della griglia in questa fase storica: arrivano cinque titoli costruttori consecutivi nel quinquennio 2020-2024 e tre titoli piloti consecutivi nel triennio 2022-2024, i primi due con Francesco Bagnaia e l'ultimo con Jorge Martín.
Un simile approccio si riverbera anche sul fronte della Superbike, dove, sotto la gestione Dall'Igna, viene lanciata nel 2019 la Panigale V4, moto che ripudia la storica filosofia bicilindrica Ducati per abbracciare un frazionamento quadricilindrico. Con questo mezzo, la casa bolognese torna ai vertici tra le derivate di serie dopo un decennio d'astinenza, vincendo tre titoli costruttori consecutivi nel triennio 2022-2024 e, nel biennio 2022-2023, due titoli piloti con Álvaro Bautista.